# ميخائيل كارفر
ميخائيل كارفر (بالإنجليزية: Michael Carver, Baron Carver)‏ هو عسكري وسياسي بريطاني، ولد في 24 أبريل 1915 في سري في المملكة المتحدة، وتوفي في 9 ديسمبر 2001 في المملكة المتحدة. انتخب عضو مجلس اللوردات.